# ونمو
ونمو (انگلیسی: Venmo) شرکت نرم‌افزار آمریکایی است، که در سال ۲۰۰۹ تأسیس شد.